# Tabanus mongolensis
Tabanus mongolensis är en tvåvingeart som beskrevs av Krober 1933. Tabanus mongolensis ingår i släktet Tabanus och familjen bromsar.
Artens utbredningsområde är Mongoliet. Inga underarter finns listade i Catalogue of Life.